# Jardin royal (château de Prague)
Pour les articles homonymes, voir Jardin royal.
Le Jardin royal (en tchèque : Královská zahrada), situé dans l'enceinte du château de Prague, date de la Renaissance et est à l’origine, un jardin d'acclimatation de plantes exotiques, un champ de tir et un lieu de réception en plein air. Il a une superficie de 3,6 hectares et est séparé du château de Prague par le Fossé aux Cerfs. Il a été fondé par le roi Ferdinand Ier en 1534 sur le site des vignobles médiévaux d’origine. Les jardins ont été conçus dans le style Renaissance et au fil du temps, de nombreux bâtiments y ont été ajoutés.

## Édifices
Il est orné d’une « fontaine chantante » (les gouttes d’eau en tombant dans les vasques de bronze les font résonner) dessinée en 1568 par Francesco Terzio et réalisée par le fondeur de Brno, Tomáš Jaroš. Elle est située en face de l'édifice Renaissance du belvédère de la reine Anne.
Un Pavillon du jeu de paume de style Renaissance s'y trouve. Orné de splendides sgraffites sur une façade traitée en portique, il est l’œuvre de l’architecte Bonifác Wohlmut (1569). La fontaine d'Hercule est elle de style baroque (1670). On y trouve encore la villa présidentielle construite dans les années 1930 pour le président tchécoslovaque Edvard Benes.
L'orangerie du Jardin royal est l'œuvre en 1999 de l'architecte tchèque Eva Jiřičná.

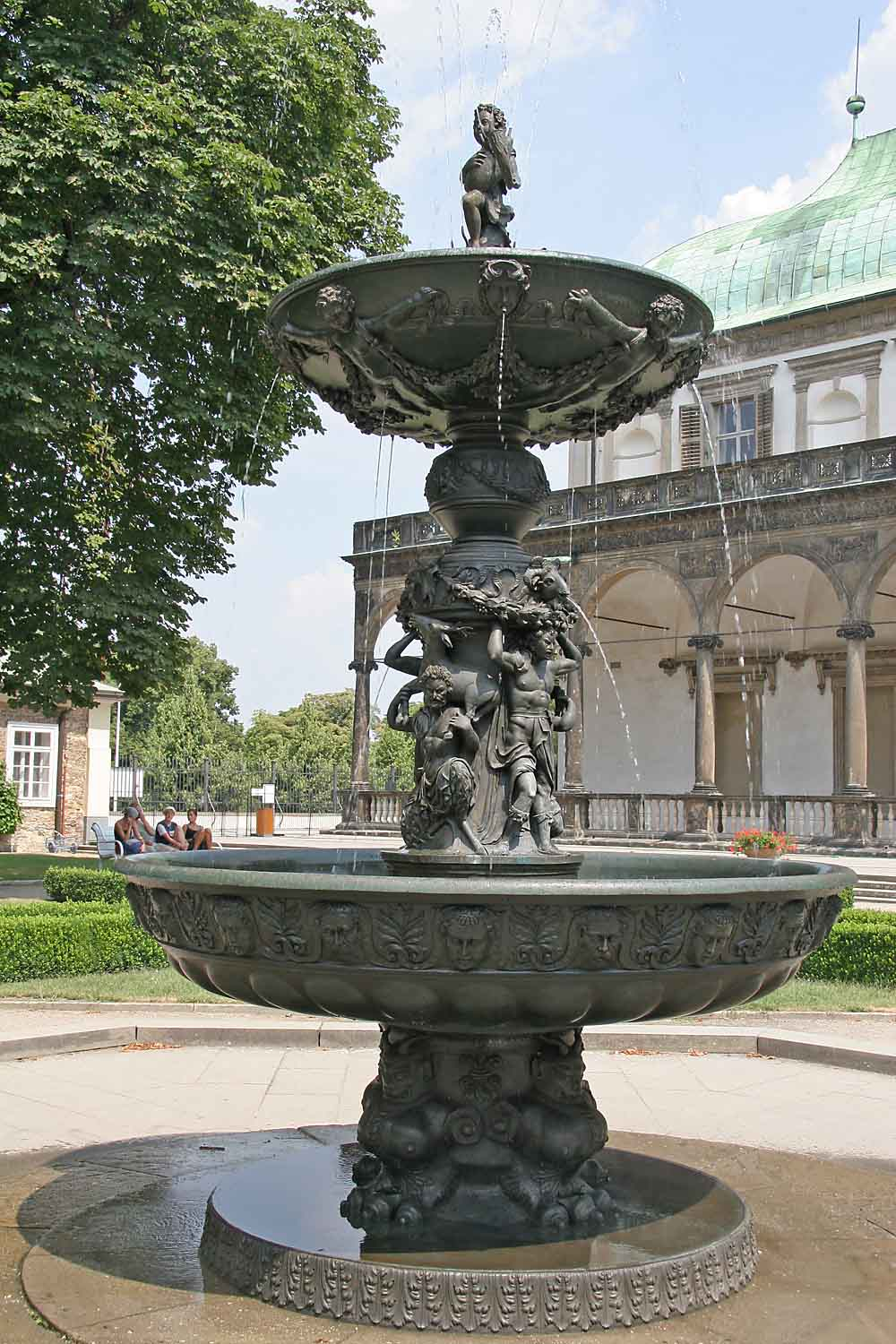
Fontaine chantante.
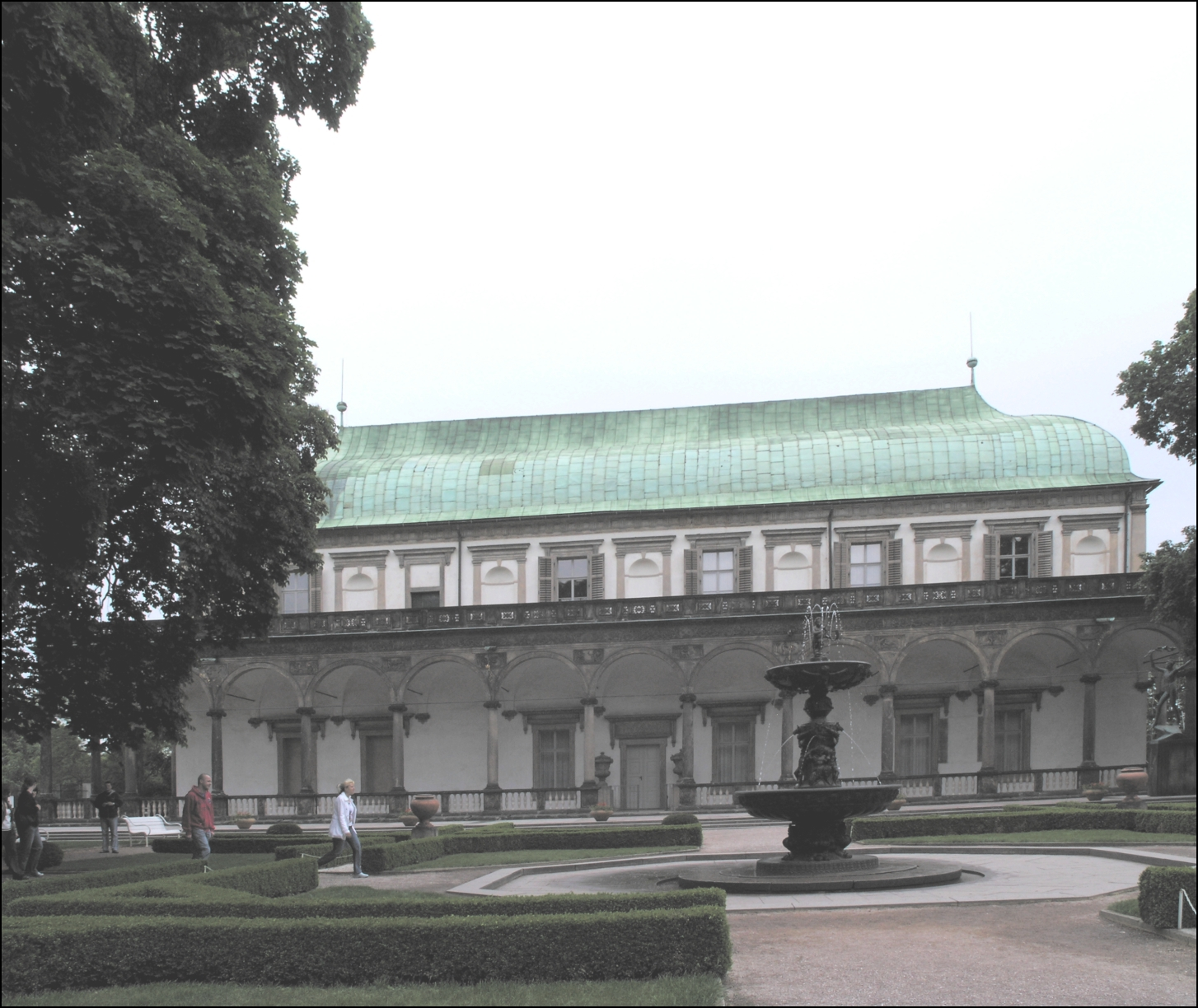
Belvédère de la reine Anne.
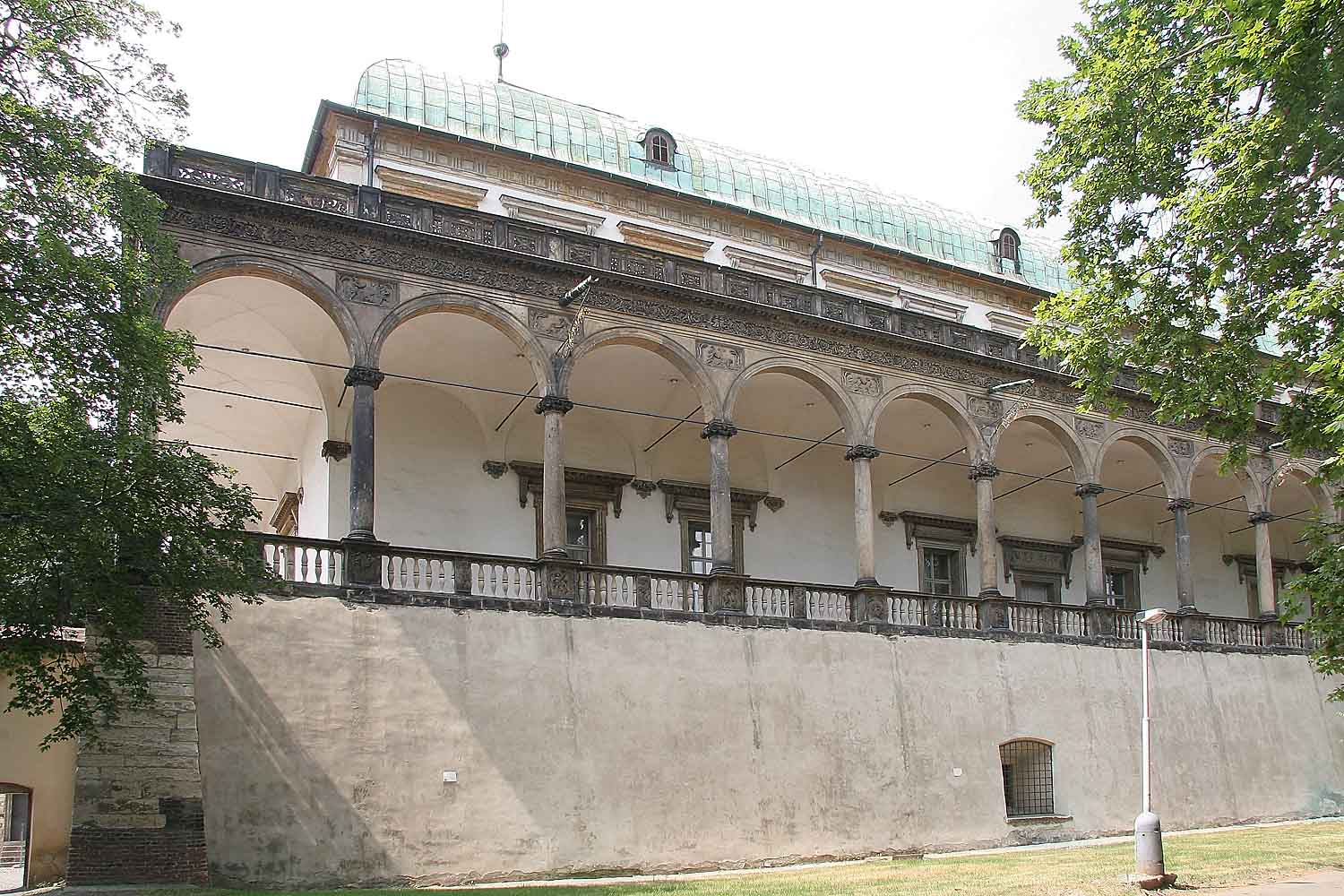
Belvédère de la reine Anne.
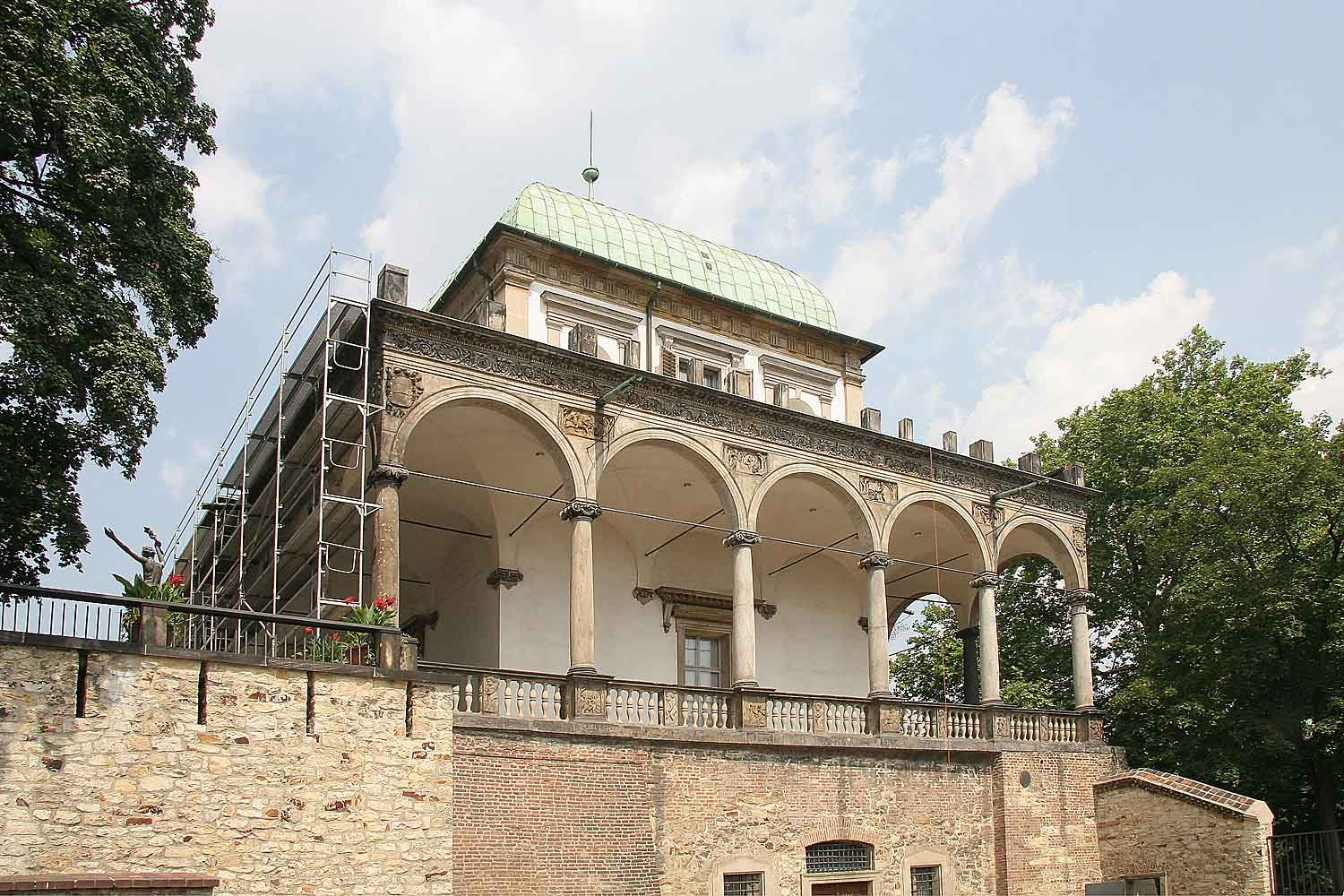
Belvédère de la reine Anne.
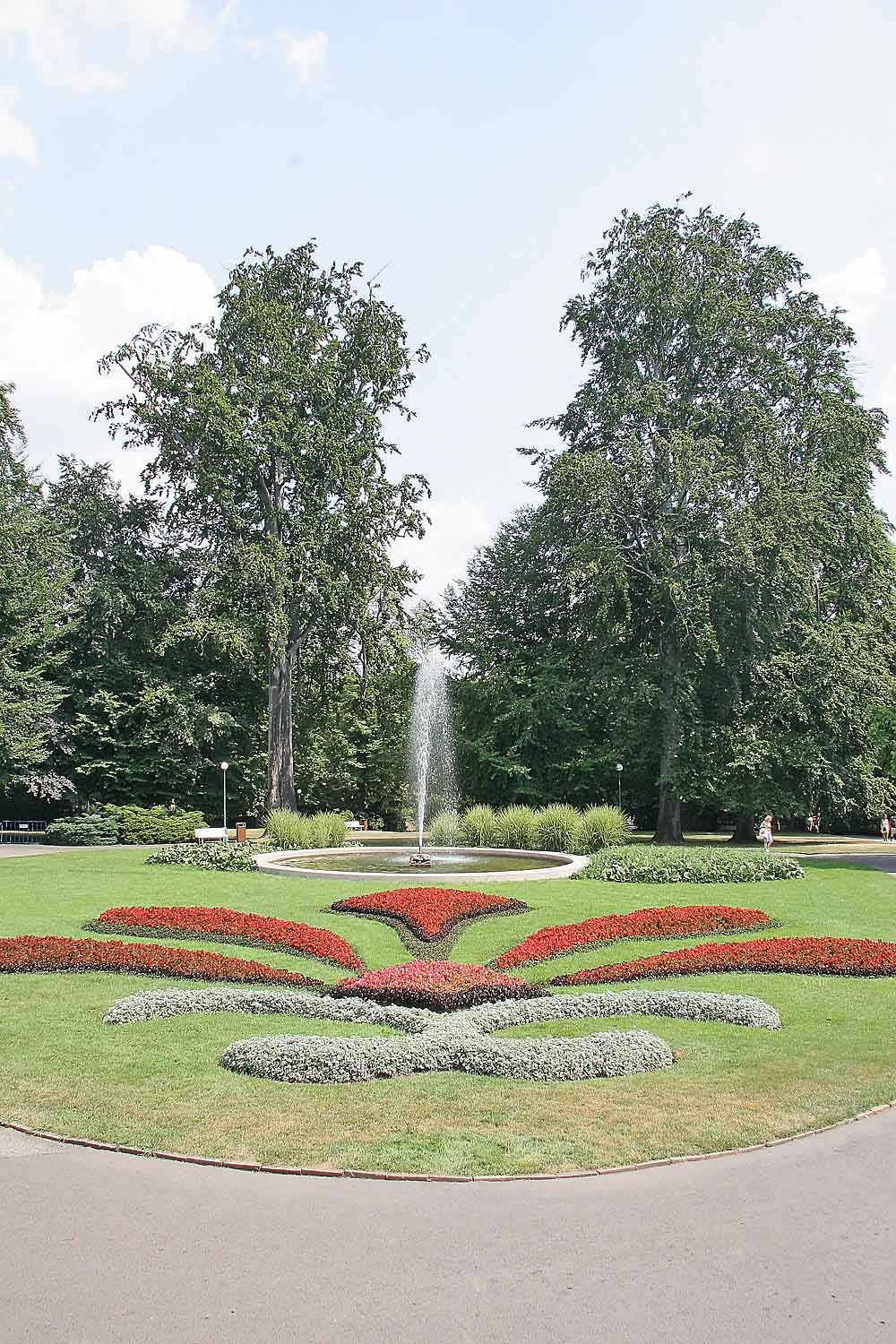
Jardin royal.
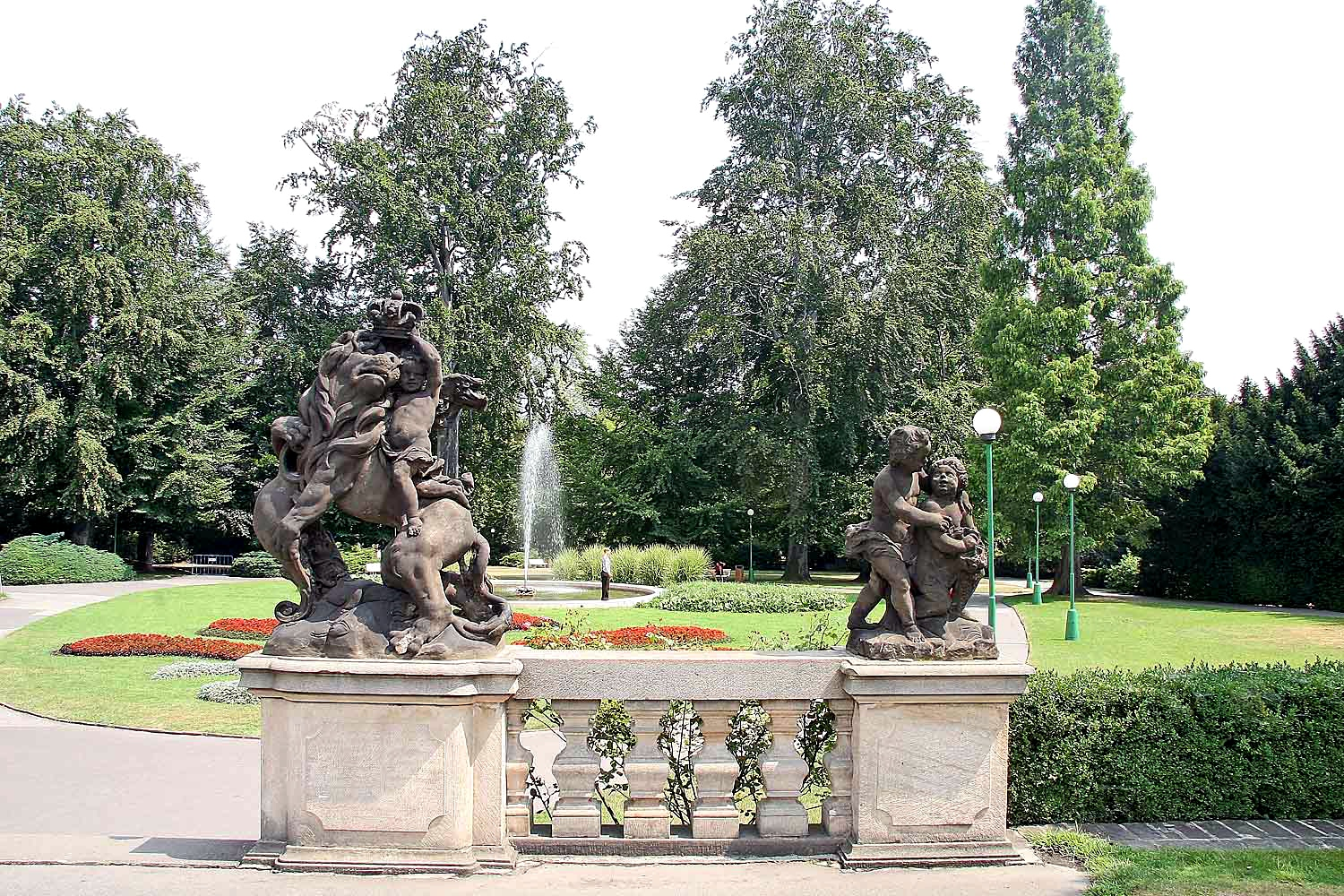
Jardin royal.
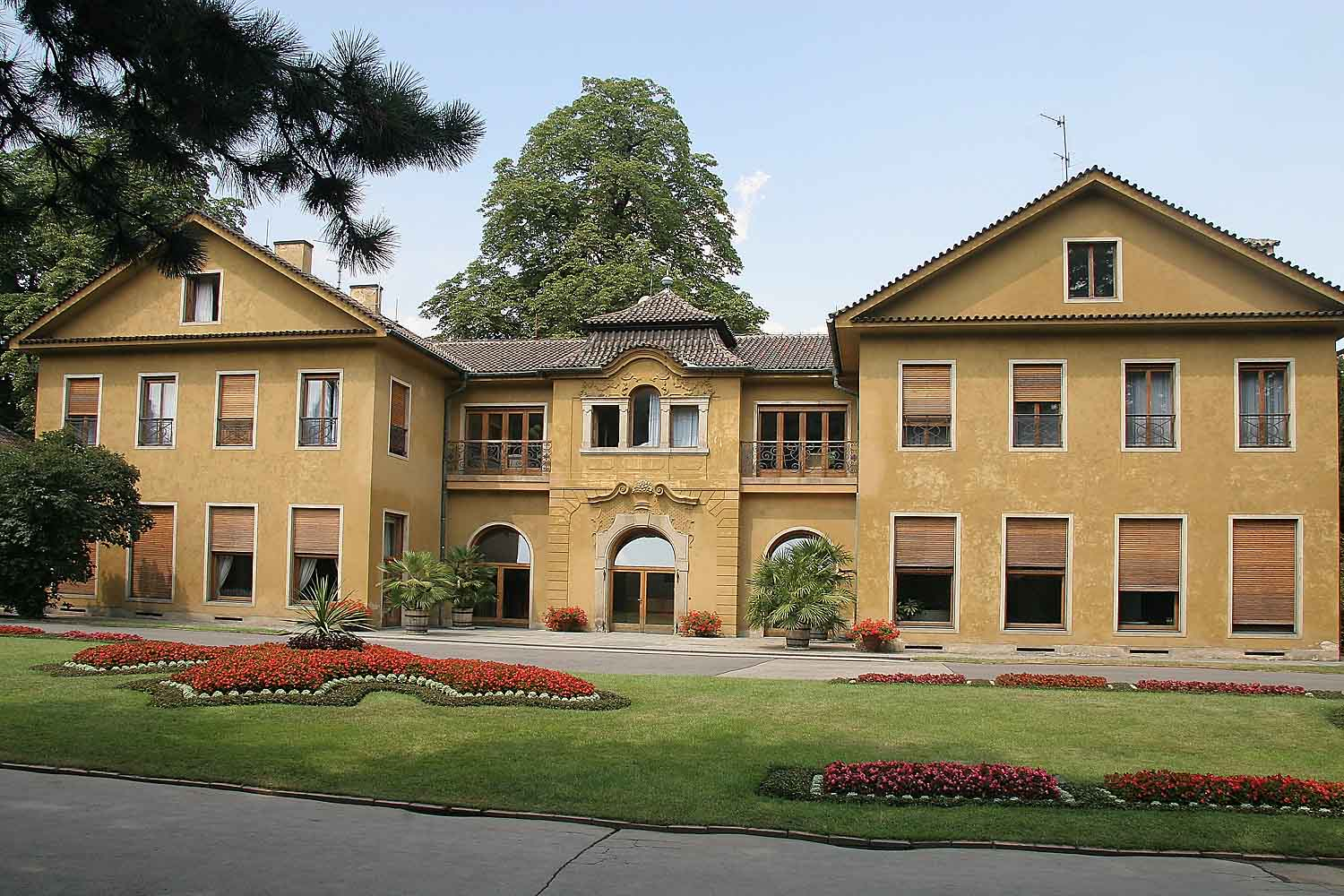
Villa du président.
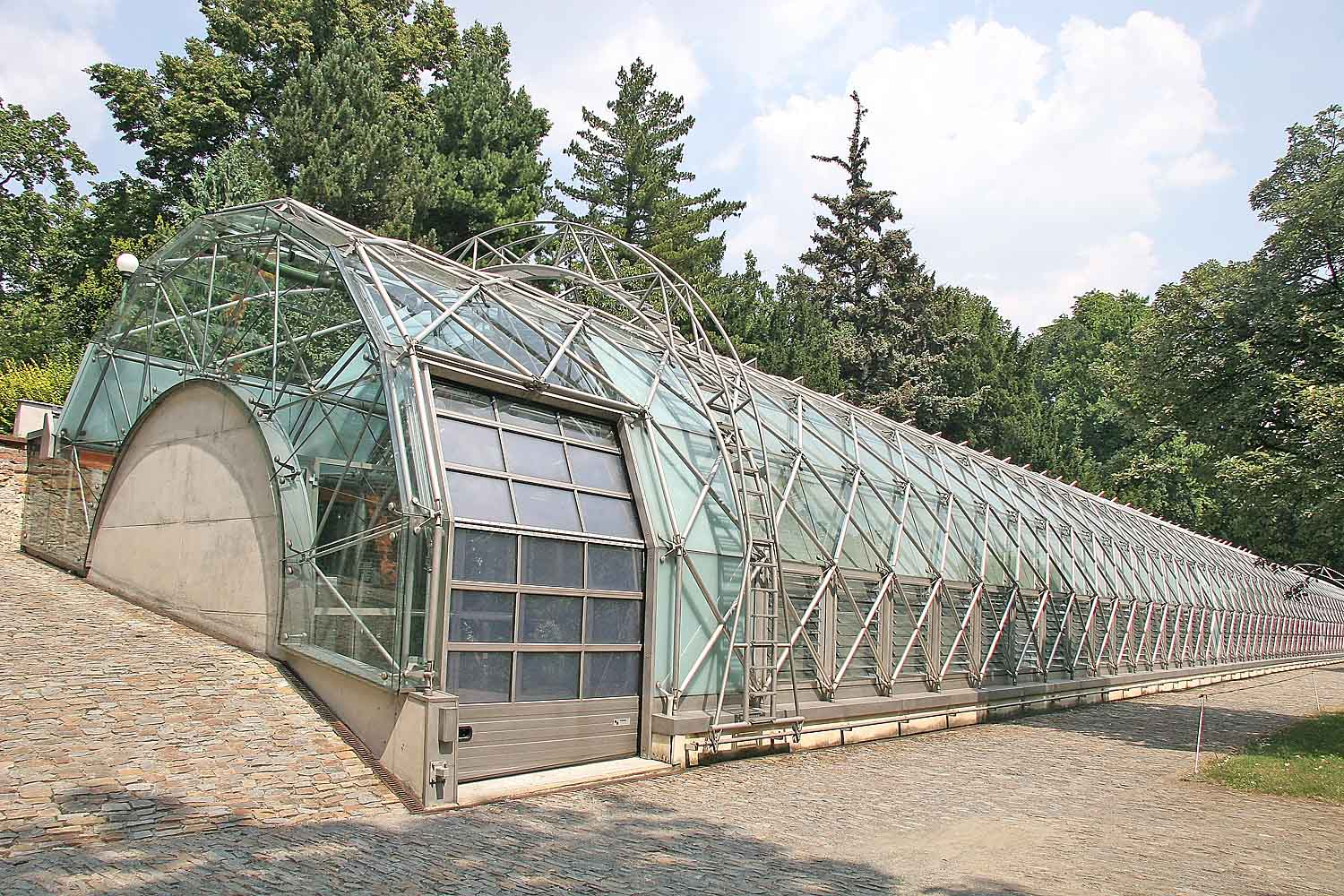
Orangerie.
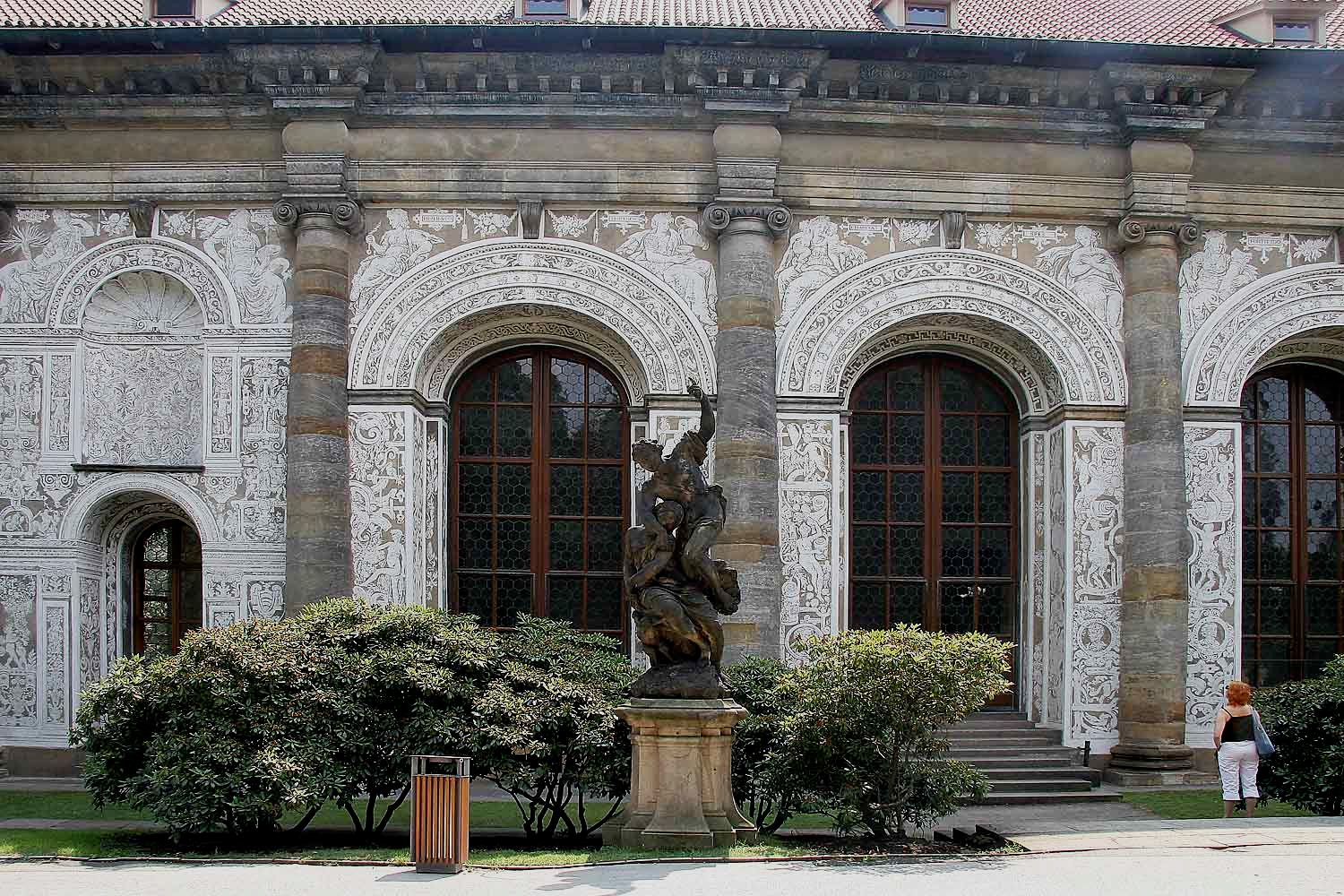
Maison du jeu de paume.
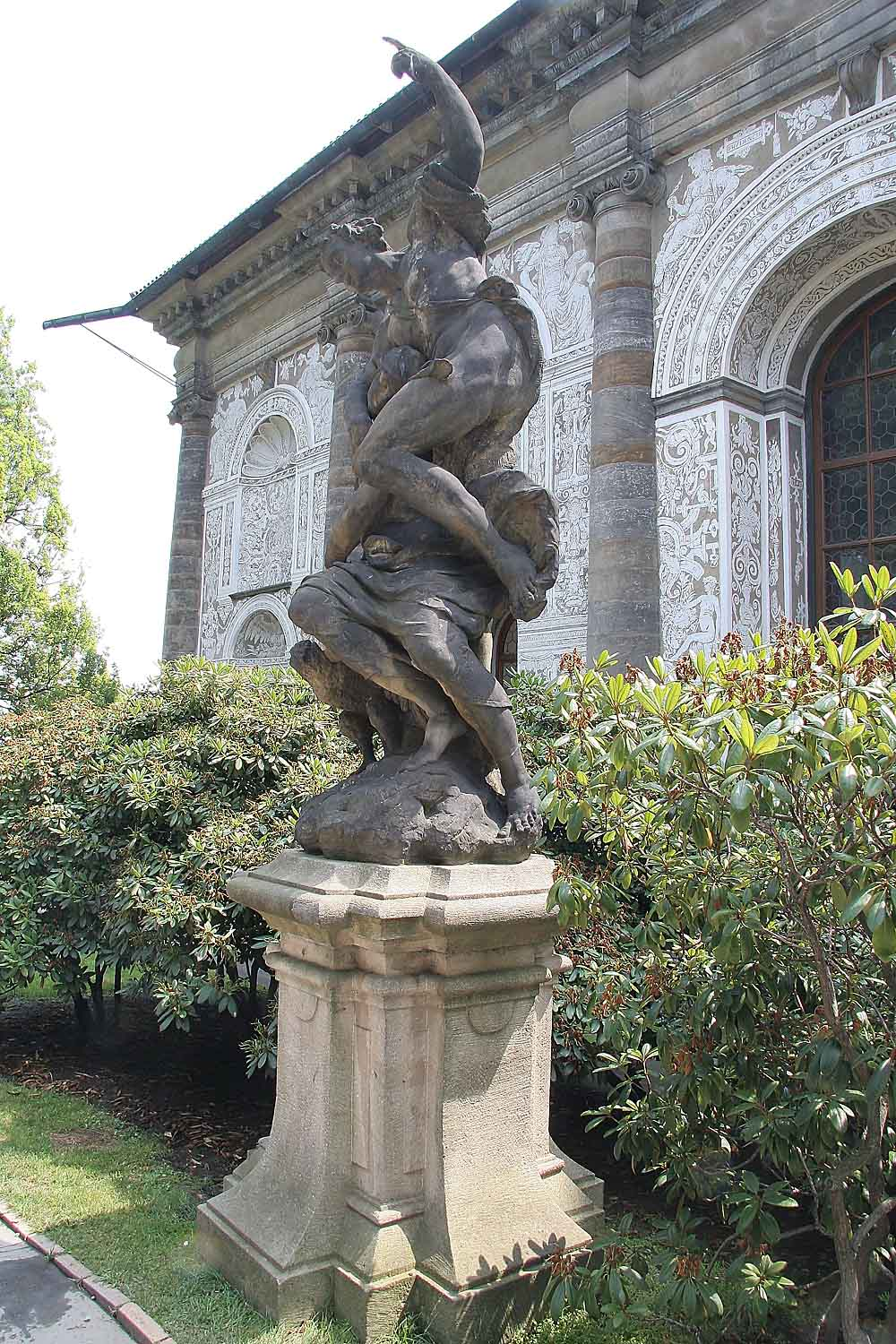
Allégorie de la nuit - sculpture baroque de M. B. Braun.

## Ouverture au public
Le Jardin royal est ouvert toute l'année sauf en hiver, pendant la journée.